# OneDrive
OneDrive (oficiálně Microsoft OneDrive, dříve SkyDrive) je služba, která umožňuje uživatelům nahrát své dokumenty, fotografie a další jiné soubory na cloudové úložiště a tak umožnit jejich online přístup ze všech svých zařízení připojených k internetu, jako je například tablet a chytrý telefon (tzv. cloudové úložiště). Poprvé spuštěna 1. srpna 2007, služba umožňuje přihlášeným uživatelům ukládat data a osobní soubory jako jsou například nastavení systému Windows, klíče BitLocker, sdílet je a synchronizovat napříč různými zařízeními (Android, Windows Phone, iOS, Windows, macOS, Xbox 360 a Xbox One).
Soubory uložené na OneDrive mohou být přístupné vlastníkovi, přátelům a mohou být označeny i jako veřejně přístupné. Pro přístup k veřejně přístupným souborům není vyžadován účet Microsoft.

## Integrace do Windows
Ve Windows 7, Windows 8/8.1 a Windows 10 je OneDrive integrován jako klient pro synchronizaci cloudových a místních složek umístěných ve složce OneDrive. 1. ledna 2022 ukončil Microsoft podporu této aplikace pro Windows 7 a 8/8.1.

## Úložiště
Služba nabízela 15 GB volného prostoru pro nového uživatele. K základním 15 GB bylo možné získat dalších 15 GB jako bonus za složku Z fotoaparátu (zálohování fotografií se službou OneDrive). Dále je možné získat dalších 0,5 GB (maximálně 10 GB) za každého nově registrovaného uživatele. A nakonec dostali všichni předplatitelé Office 365 celý 1 TB volného místa na službě OneDrive (samozřejmě i plus základních 15 GB popřípadě i další 15 GB za zálohování fotografií nebo ještě 0,5 GB (maximálně 5 GB) za další uživatele). Microsoft snížil ceny tarifů úložiště a všechny roční tarify se změnily na měsíční. Všechny ceny byly o několik desítek procent sníženy, například v ceníku z 14. března 2014 stálo 100 GB 960 KČ ročně, v ceníku z 18. července 2014 stálo 100 GB 46 KČ měsíčně (což je 552 KČ ročně).
Od 31. ledna 2016 došlo k zásadnímu omezení v nabízených kapacitách, základní hodnota pro nové uživatele byla omezena na 5 GB, nejvyšší kapacita byla omezena na 1 TB. Předplatitelé Microsoftu 365 mohou za měsíční příplatek získat 200, 400, 600, 800 nebo 1000 GB extra úložiště.
| Typ                           | Velikost úložiště                                              | Zahrnuté služby | Zahrnuté aplikace | Cena                               | Extra úložiště / měsíčně                                                    |
| ----------------------------- | -------------------------------------------------------------- | --------------- | --- | ---------------------------------- | --------------------------------------------------------------------------- |
| OneDrive Basic 5 GB           | 5 GB úložného prostoru                                         | OneDrive        | Nezahrnuto | 0 Kč                               | Předplatná neopravňují k získání plánů nabízejících další úložiště.         |
| OneDrive Standalone 100 GB    | Přidání dalších 100 GB                                         | OneDrive        | Nezahrnuto | 39 Kč / měsíc nebo 389 Kč / rok    | Předplatná neopravňují k získání plánů nabízejících další úložiště.         |
| Microsoft 365 pro jednotlivce | 1 TB (tedy 1000 + 5 GB)                                        | OneDrive, Skype | Možnost instalace aplikací Office (Outlook, Word, Excel, PowerPoint, OneNote) až na 5 počítačů PC nebo Mac pro každého uživatele. | 189 Kč / měsíc nebo 1 899 Kč / rok | 200 GB / 39 Kč 400 GB / 79 Kč 600 GB / 109 Kč 800 GB / 149 Kč 1 TB / 189 Kč |
| Microsoft 365 pro rodiny      | celkem 6 TB úložného prostoru (tzn. 1 TB na jednoho uživatele) | OneDrive, Skype | Možnost instalace aplikací Office (Outlook, Word, Excel, PowerPoint, OneNote) až na 5 počítačů PC nebo Mac pro každého uživatele. | 269 Kč / měsíc nebo 2 699 Kč / rok | 200 GB / 39 Kč 400 GB / 79 Kč 600 GB / 109 Kč 800 GB / 149 Kč 1 TB / 189 Kč |

| Typ                             | Vlastnosti                                                                                       | Velikost úložiště                        | Zahrnuté služby                                | Zahrnuté aplikace                                                                   | Cena |
| ------------------------------- | ------------------------------------------------------------------------------------------------ | ---------------------------------------- | ---------------------------------------------- | ----------------------------------------------------------------------------------- | --- |
| OneDrive pro firmy (Plán 1)     | Sdílení souborů a úložiště na OneDrivu.                                                          | 1 TB na uživatele                        | OneDrive                                       | Nezahrnuto                                                                          | 4,20 € za měsíc / jeden uživatel (roční závazek)                                                            |
| OneDrive pro firmy (Plán 2)     | Sdílení souborů a úložiště na OneDrivu s rozšířenými funkcemi zabezpečení a dodržování předpisů. | Neomezené individuální cloudové úložiště | OneDrive                                       | Nezahrnuto                                                                          | 8,40 € za měsíc / jeden uživatel (roční závazek)                                                            |
| Microsoft 365 Business Basic    | Microsoft Teams a cloudové úložiště. Nezahrnuje desktopové verze aplikací Office.                | 1 TB na uživatele                        | Exchange, OneDrive, SharePoint a Teams         | Zahrnuje webové a mobilní verze Wordu, Excelu a PowerPointu.                        | 5,10 € za měsíc / jeden uživatel (roční závazek) anebo 6,10 € za měsíc / jeden uživatel (měsíční závazek)   |
| Microsoft 365 Business Standard | Firemní e-mail, aplikace Office a služby, jako je OneDrive.                                      | 1 TB na uživatele                        | Exchange, OneDrive, SharePoint, Teams a Yammer | Outlook, Word, Excel, PowerPoint, OneNote, Access (pouze PC) a Publisher (pouze PC) | 10,50 € za měsíc / jeden uživatel (roční závazek) anebo 12,60 € za měsíc / jeden uživatel (měsíční závazek) |

*data jsou aktuální k 13.08.2022

## Prvky

### Office na webu
Office, dříve Office Online (2014-2019) a Office Web Apps (do roku 2014), je online aplikace která umožňuje nahrání, vytvoření, úpravu a sdílení dokumentů Microsoft Office přímo z internetového prohlížeče. Aplikace umožňuje vytváření, úpravu a zobrazení souborů typu Microsoft Word, Microsoft Excel, Microsoft PowerPoint a Microsoft OneNote, čímž se eliminuje problém s kompatibility jednotlivých verzí Microsoft Office. Office Web Apps dále dovoluje přístup více uživatelům, což je využitelné například při tvorbě dokumentů, na kterém se podílí více autorů.

### Integrace do Microsoft Office
Uživatelé nejnovější verze Microsoft Office mohou používat klasický kancelářský balík Office, jehož pomocí mají přístup přímo na OneDrive. Změny v dokumentech se synchronizují okamžitě po uložení souboru.

### Integrace do sociálních sítí
OneDrive je integrován do sociálních sítí, jako je například Facebook, Twitter a LinkedIn, což umožní rychle sdílet jejich dokumenty mezi přátele na těchto sítích. Princip integrace spočívá v tom, že přístup ke sdílenému dokumentu mají ti uživatelé, kteří mají přístup k odkazu na dané sociální síti.

### Prezentace fotografií
Fotografie uložené na OneDrive mohou být přehrány v prohlížeči jako prezentace fotografií bez nutnosti jejich stahování.

### Stažení jako .zip
Dokumenty uložené na OneDrive mohou být staženy jako celek ve formátu .zip. Na jedno stažení je limit 10 GB nebo 65 000 souborů.[zdroj?]

### Koš
OneDrive umožňuje obnovu smazaných dat z koše, který je obdobou toho z Microsoft Windows.

### OneDrive a Windows Phone
Ve verzi, nyní již neexistujícího systému Windows Phone 8/8.1 a 10 od společnosti Microsoft, je v nastavení k dispozici zálohování. Toto zálohování uloží některé nastavení telefonu a aplikací. Rovněž se také uloží obsah většiny instalovaných aplikací a her. Účty a k některým i hesla. Dále také rozložení dlaždic na úvodní obrazovce. Zálohovat lze i SD kartu.

### Soubory na vyžádání
OneDrive šetří místo na disku počítače tím že vybrané soubory ponechává pouze v cloudu. Ty se sice ve složkách počítače nadále zobrazují, fyzicky se tam však stáhnou, až když je uživatel potřebuje.

## Omezení
- maximální velikost souboru: 250 GB
- maximální délka názvu souboru včetně cesty: 260 znaků

## Podporované jazyky
OneDrive podporuje 107 jazyků.
| - Afrikánština - Albánština - Amharština - Arabština - Arménština - Asámština - Ázerbájdžánština (latinkou) - Bengálština (Bangladéš) - Baskičtina - Bengálština (Indie) - Bosenština (latinkou) - Bulharština - Katalánština - Chorvatština - Čeština - Dánština - Daríjština - Nizozemština - Angličtina | - Estonština - Filipínština - Finština - Francouzština - Galicijština - Gruzínština - Němčina - Řečtina - Gudžarátština - Hauština - Hebrejština (moderní) - Hindština - Maďarština - Islandština - Igboština - Indonéština - Inuktitutština (Latin) - Irština - isiXhosa | - isiZulu - Italština - Japonština - Kannadština - Kazakh - Khmerština - Kiswahili - Konkánština - Korejština - Kyrgyzština - Lotyština - Litevština - Lucemberština - Makedonština - Malajština - Malayalam - Malština - Maori - Hindština | - Mongoliština (Cyrillic) - Nepálština - Norština (Bokmål) - Norština (Nynorsk) - Oriya - Perština - Polština - Portugalština - Brazilská portugalština - Punjabi (Gurmukhi) - Kečuánština - Rumunština - Ruština - Srbština - Srbská cyrilice - Sesotho sa Leboa - Setswana - Zjednodušená čínština | - Sinhálština - Slovenština - Slovinština - Španělština - Švédština - Tamil - Tatar - Telugština - Tradiční čínština - Turečtina - Turkmenština - Ukrajinština - Urdu - Uzbečina - Vietnamština - Velština - Yoruba |

## Změna názvu služby
Microsoft musel změnit název služby z původního SkyDrive na OneDrive, neboť ve Spojeném království původní název porušoval ochrannou známku, kterou vlastní společnost BSkyB. Po prohraném soudním sporu v létě 2013 Microsoft souhlasil s verdiktem soudu a slíbil, že službu přejmenuje. V únoru 2014 došlo k přejmenování na aktuální název OneDrive. Službu OneDrive Microsoft v současnosti propaguje se sloganem "One place for everything in your life", což v překladu znamená "Jedno místo pro vše ve tvém životě." Slogan vychází patrně právě ze slova "One" v současném názvu služby.

## Podobné služby
- Google disk od Googlu
- Dropbox
- JustCloud
- Cloud Drive od Amazonu
- iCloud od Applu
- Mega
- Yandex Disk od Yandexu
- Box